# Шперберг, Иван Яковлевич
Иван Яковлевич Шперберг (1770—1856) — генерал-майор, герой войн против Наполеона.
Родился в 1770 году, происходил из дворян Лифляндской губернии.
В военную службу вступил 13 декабря 1790 года каптенармусом в Изюмский легкоконный полк; в рядах этого полка сражался с поляками в 1792 и 1794 годах, причём в бою под Мацеёвицами был дважды ранен: пикой в грудь и саблей в правую руку; 4 апреля 1795 года за отличие произведён в корнеты.
В кампании 1796 года против персов Шперберг состоял адъютантом генерал-майора Л. Л. Беннигсена.
С 4 июля Шперберг 1797 года проходил службу в Павлоградском гусарском полку и состоя в корпусе генерал-лейтенанта А. М. Римского-Корсакова находился в Швейцарии, в сражении с французами под Цюрихом получил пулю в правое плечо.
Произведённый в поручики Шперберг 7 ноября 1802 года перевёлся тем же чином в лейб-гвардии Конный полк и 9 августа 1803 назначен состоять при великом князе Константине Павловиче.
В 1805 году Шперберг сражался в Австрии при Аустерлице и был награждён орденом Св. Владимира 4-й степени с бантом (29.01.1806) и произведён в штабс-ротмистры. Затем он был в походе в Восточную Пруссию и за сражение под Гейльсбергом был 1 декабря 1807 года награждён орденом Св. Георгия 4-й степени (№ 817 по кавалерскому списку Судравского и № 1911 по списку Григоровича — Степанова)
В воздаяние отличного мужества и храбрости, оказанных в сражении 24 мая против французских войск, в коем, находясь при генерал-лейтенанте князе Багратионе, послан был с важными повелениями в опаснейшие места, кои, несмотря на сильный огонь неприятельских батарей, исполнил с примерным рвением, и в самой атаке на неприятеля по собственному желанию находился повсюду, оказывая достойную замечания неустрашимость, и сверх того посылаем был от Великого князя Цесаревича Константина Павловича во многие опасные места и исполнял возложенное с расторопностью и мужеством.
12 августа 1807 года Шперберг за отличие в сражении под Фридландом был произведён в ротмистры и назначен адъютантом великого князя Константина Павловича, вслед за тем, 12 сентября, он был награждён золотой шпагой с надписью «За храбрость». Также прусский король пожаловал ему орден «Pour le Mérite».
12 октября 1811 года произведён в полковники.
С началом в 1812 году вторжения Наполеона в Россию Шперберг был назначен (23 июня) дежурным штаб-офицером в корпус генерал-лейтенанта М. И. Платова. За отличия в сражениях при Мире и Романове награждён орденом Св. Владимира 3-й степени (25.11.1812). За защиту переправ через Днепр у Дорогобужа получил орден Св. Анны 2-й степени (13.09.1812). В Бородинской битве Шперберг получил контузию в голову осколком гранаты, но не покинул рядов армии, однако следующее ранение, случившееся 27 августа при оставлении Можайска, вынудило его оставить строй.
В июне 1813 года, оправившись от ран, Шперберг явился в действующую армию и в рядах лейб-гвардии Конного полка сражался с французами под Дрезденом и Пирной. После генерального сражения под Лейпцигом Шперберг преследовал разбитую французскую армию до Франкфурта-на-Майне.
В кампании 1814 года во Франции Шперберг находился в сражениях при Монмирале, Шато-Тьерри и Намюром и закончил свою боевую деятельность против Наполеона участием в штурме Монмартрских высот под Парижем. За это последнее дело он был 12 мая произведён в генерал-майоры и вновь назначен состоять при великом князе Константине Павловиче.
В 1816 году он был зачислен по кавалерии, с 13 сентября 1820 года состоял при начальнике 3-й гусарской дивизии, 30 марта 1821 года назначен командиром 2-й бригады Литовской уланской дивизии, затем состоял при её начальнике; с 9 января 1822 года по 6 февраля 1823 года командовал 2-й бригадой 4-й драгунской дивизии.
Раны, полученные при отражении французского нашествия в 1812 году, не позволили Шпербергу далее оставаться в строю и 3 марта 1823 года окончательно вышел в отставку, с мундиром и полной пенсией.
Скончался в 1856 году.